# Gigaleak de Nintendo

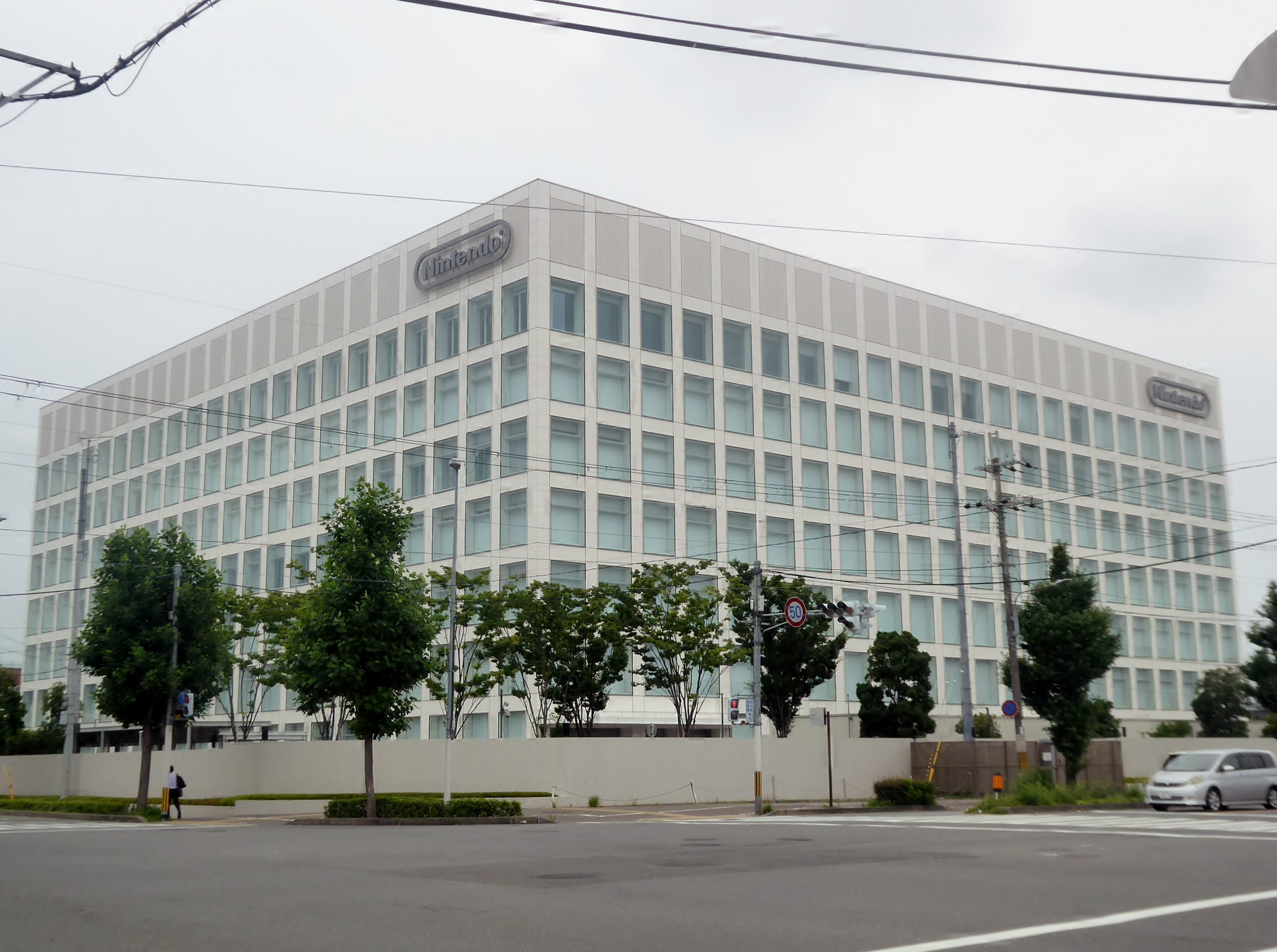
Centre de développement de Nintendo.

Le Gigaleak de Nintendo est une série de fuites de données de la société japonaise de jeux vidéo Nintendo sur le forum à image anonyme 4chan. Ces fuites ont commencé en mars 2018, mais sont devenues plus importantes en 2020. Dix principaux ensembles de données ont fuité sur 4chan, allant du code source de jeux et de consoles à la documentation interne et aux outils de développement. Le terme « Gigaleak » fait principalement référence à la deuxième fuite datée du 24 juillet 2020, d'une taille de 3 gigaoctets. On pense que les auteurs seraient des entreprises engagées par Nintendo dans la conception de ses consoles, et/ou de personnes précédemment reconnues coupables d'intrusion dans les systèmes de Nintendo,,. Une fuite antérieure, beaucoup plus petite, s'était également produite en 2018, entraînant la publication des démos de Pokémon Or et Argent présentées au Nintendo Space World 1997.
Les fuites sont célèbres pour leur taille et la quantité de matériau interne concernés. Les journalistes de jeux vidéo ont décrit leur ampleur comme sans précédent et ont suggéré qu'elles pourraient avoir des effets importants pour l'émulation et la préservation des anciens jeux, en plus des questions juridiques posées. À ce jour, Nintendo n'a fait aucune réponse officielle.

## Contexte
Nintendo est un développeur et éditeur japonais qui produit à la fois des jeux et des consoles, comme la Game Boy et la Nintendo DS, ainsi que des consoles de salon telles que la Nintendo Entertainment System (NES), la Super Nintendo, la Nintendo 64, la GameCube, et la Wii. Ses franchises les plus populaires comprennent Mario, The Legend of Zelda, et Pokémon. Ethan Gach de Kotaku décrit Nintendo comme « notoirement secret » sur le développement.
Nintendo veille activement à ce que sa propriété intellectuelle sur les consoles et les jeux soit protégée,. Dans un cas notable, Nintendo, avec l'aide du FBI américain, a demandé des mesures judiciaires contre Ryan Hernandez, un pirate informatique ayant infiltré la base de données interne de Nintendo pour publier des données sur les jeux et les consoles que Nintendo prévoyait d'annoncer dans les salons à venir comme l'E3. En janvier 2020, Hernandez plaide coupable d'avoir volé les informations de Nintendo.

## Les fuites
À partir de mars 2018, des informations commencent à se répandre sur une somme de données volées sur les serveurs de Nintendo publiée par des pirates via le forum web anonyme 4chan,. Les fuites commencent avec de petites tailles de données, telles que des images ROM du iQue Player et les premiers modèles de Pokémon. Elles commencent à gagner en diffusion début mai 2020, lorsque le code source des consoles de Nintendo apparaît en ligne. Du fait que les données divulguées comprennent des spécifications concernant la Wii, la société BroadOn, que Nintendo avait contactée pour aider à la conception de la console, est identifiée comme une source potentielle des fuites. Une autre source possible est Zammis Clark, un employé de Malwarebytes et pirate informatique qui, en 2019, plaide coupable et est condamné à 15 mois de prison pour avoir infiltré les serveurs de Microsoft et de Nintendo entre mars et mai 2018,. Selon le reportage du journaliste Jeremy Kirk de Bank Info Security, Clark aurait envoyé les données qu'il a volées à plusieurs de ses connaissances, qui ont ensuite commencé à les publier sur 4chan. Selon Kirk, Nintendo savait probablement que les informations volées finiraient par être divulguées. Parmi les autres preuves accusant Clark se trouvent les dates de modification de certains fichiers publiés, datées de mars et mai 2018, la même période à laquelle il y aurait eu accès.
Fin juillet 2020, un deuxième ensemble de données volées de plusieurs gigaoctets est publié. Les journalistes et les fans de Nintendo surnomment cette fuite le « Gigaleak ». Il comprend des informations sur les consoles Super Nintendo et Nintendo 64 et leurs jeux y compris des prototypes et des données relatives à Star Fox et Star Fox 2, dont la véracité est confirmée par le programmeur de Nintendo Dylan Cuthbert,. La fuite contient également des fichiers personnels des développeurs, ce qui suscite des inquiétudes quant à la vie privée en fonction de la manière dont les informations sont partagées. La hackeuse suisse maia arson crimew est faussement accusée de la fuite par Bleeping Computer, mais déclare à Tom's Guide que cela ne provenait pas d'elle.
Dans la première semaine de septembre 2020, un troisième ensemble d'informations plus petit est diffusée sur 4chan et consistent en des documents pour deux modèles inédits de GameCube. Le premier modèle semble être une version console hybride de la GameCube similaire à la Nintendo Switch, équipée d'un écran intégré et capable de se connecter à un téléviseur via une station d'accueil,. Le deuxième modèle, nommé Tako, est découvert dans une présentation PowerPoint d'ATI. Ce modèle rendrait natif les jeux à des résolutions vidéo HD similaires à celles de la Xbox 360 et la PlayStation 3, inclurait des emplacements pour les cartes mémoires et SD, et aurait été prévu pour Noël 2005 environ. Cet ensemble de données contient également une image de disque du disque de démarrage Wii précédemment perdu, un disque livré avec les premières Wii pour installer le micrologiciel.
Un quatrième ensemble d'informations est divulgué sur 4chan la deuxième semaine de septembre 2020 (surnommé le « Gigaleak 3 » par les fans et les journalistes de Nintendo en raison de sa taille à égalité avec le deuxième ensemble de données diffusé). Celui-ci contient les données internes de Wii Sports et Wii Sports Resort, le code source de l'image ROM de démarrage de la Nintendo DSi et de certaines applications DSi, ainsi qu'un lot de ROM de jeux sortis et inédits pour la Game Boy et Game Boy Color avec leur prototype et des versions localisées inédites. L'un de ces jeux est le Pokémon Picross (en) annulé pour Game Boy Color qui, avant la fuite, n'avait été vu dans les magazines de jeux japonais qu'en 1999.
Un cinquième ensemble d'informations est diffusé sur 4chan le 30 septembre 2020 et contient les images ROM de débogage et de démonstration pour Pokémon Ranger, Pokémon Donjon Mystère : Équipe de secours rouge et Équipe de secours bleue et Pokémon Rouge Feu et Vert Feuille, des outils internes pour la Nintendo 3DS, et un lot de ROM pour la Famicom Disk System contenant des jeux sortis et inédits. L'un d'eux est un port inédit de Balloon Fight sur Famicom Disk System qui n'avait jamais été officiellement annoncé par Nintendo pendant la durée de vie du système.
Plusieurs autres ensembles sont diffusés en octobre 2020. Le sixième ensemble d'informations est publié le 17 octobre 2020 et contient le référentiel Git de Pokémon Soleil et Lune et ses rééditions mises à jour, ainsi qu'une première version du menu d'accueil de la Wii. Le septième ensemble d'informations est diffusé le 21 octobre 2020 et contient deux fichiers zip protégés par mot de passe qui se sont plus tard révélés contenir deux versions de débogage de Pokémon Épée datées de mars 2018 et décembre 2017, respectivement. Les constructions semblent avoir été basées sur Pokémon Let's Go, Pikachu et Let's Go, Évoli, avec ses objets 3D associés retrouvés dans les données. Le huitième ensemble d'informations est diffusé le 22 octobre 2020 et contient deux autres fichiers zip séparés protégés par mot de passe, qui se sont révélés plus tard être une version de débogage de Pokémon Épée de mai 2018 .
Un neuvième ensemble de données est publié en décembre 2020 et est principalement axé sur les premières conceptions de prototypes de la Nintendo Switch et un kit de développement de pré-version pour la console. Cette première conception était plus proche de la puissance de la 3DS, avait un affichage circulaire et était connectée aux téléviseurs via une connexion sans fil par opposition à une station d'accueil. La fuite contient également des informations sur la surveillance et les tentatives d'embauche par Nintendo d'un pirate belge actif sur les jeux homebrew (faits-maison). Parallèlement à cela, le code source de la ROM de démarrage de la Switch est divulgué, y compris les deux révisions matérielles.
Un dixième ensemble de données est publié en juillet 2021 et contient le code source du programme Wii Service, le débogage et les prototypes de Pokémon X et Y, Pokémon Émeraude, Pokémon Diamant et Perle, Pokémon Let's Go, Évoli, le référentiel de développement complet pour l'iQue Box annulée (un successeur de l'iQue basé sur la GameCube et des fichiers GameCube associés), ainsi que des e-mails et des documents internes pour des systèmes tels que la Wii et le lecteur de cartes (en) de la Nintendo Switch, y compris les premières conceptions de la télécommande Wii. Les premières images mettant en vedette des ennemis, des boss, des PNJ, des bonus et des objets dans New Super Mario Bros. sont également divulguées. Ces premières captures d'écran incluent un premier Bob-omb qui regarde Mario et un Ballon Boo avec une bouche différente.

## Données

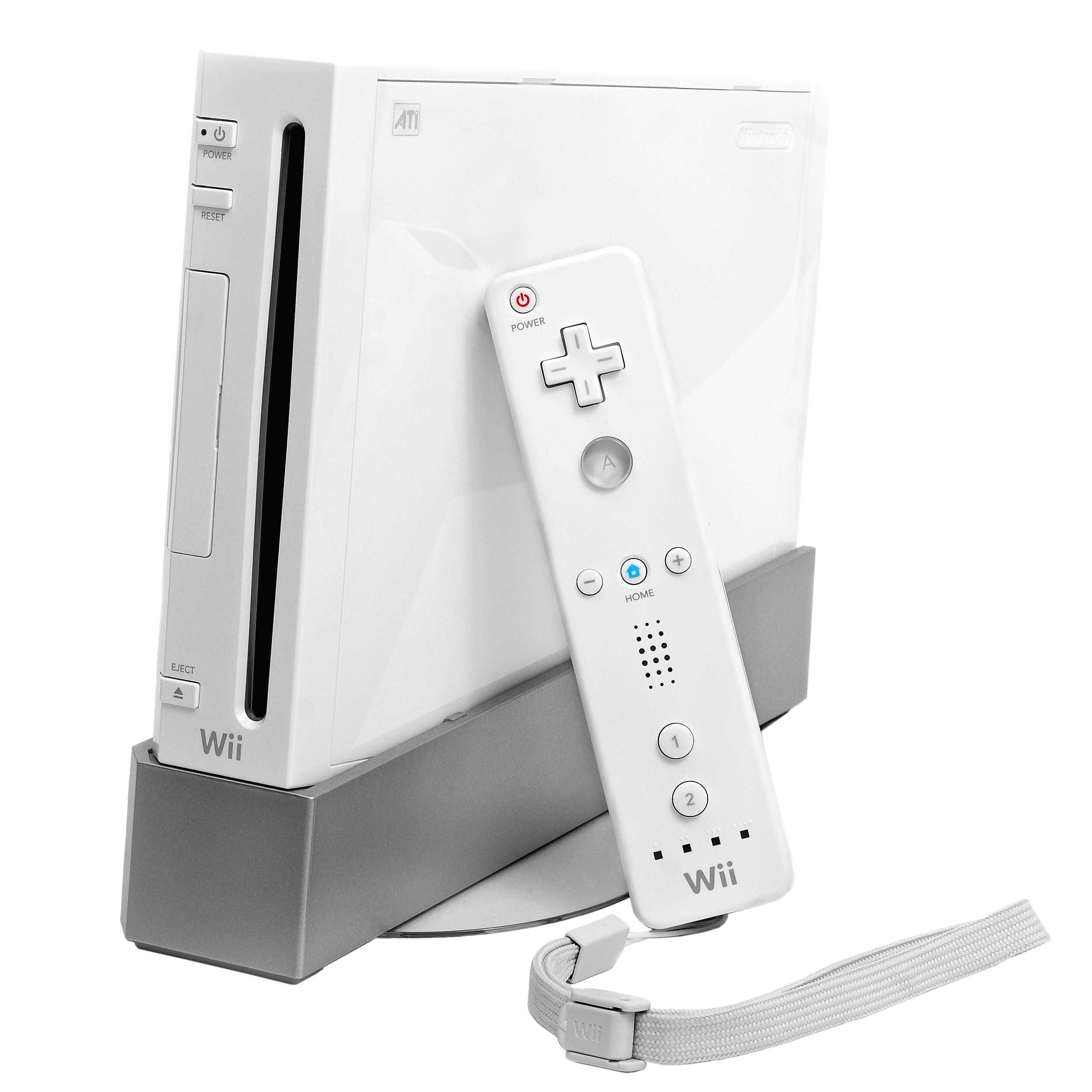
Les fuites comprennent le code source d'un certain nombre de consoles Nintendo, telles que la Wii (photo).

Les données divulguées sont estimées à plus de deux téraoctets, bien que seulement trois gigaoctets aient été publiés au 4 mai 2020. Les jeux et consoles concernés les plus anciens datent de la fin des années 1980. Les fuites incluent :
- Le code source des consoles Nintendo 64, GameCube et Wii[27].
- Les référentiels de développement pour la ROM de démarrage de Game Boy Color et le BIOS de Game Boy Advance[28].
- Les démos techniques Nintendo 64 qui testent le système[7].
- Un référentiel de développement pour le périphérique NetCard annulé pour la Game Boy Advance[28].
- Du matériel de débogage, des prototypes, du code source et les premières conceptions des jeux vidéo Pokémon, remontant aux versions Game Boy[29],[30].
- Un concept pour un jeu MMO Pokémon en ligne, proposé par iQue et basé sur Rouge Feu et Vert Feuille[31].
- Un émulateur Game Boy officiel .
- Un référentiel de développement pour l'émulateur Nintendo DS « Ensata[28] ».
- Les graphiques bruts de nombreux jeux Super Nintendo et Game Boy.
- Des jeux inédits pour NES, Famicom Disk System, Game Boy et Game Boy Color.

### Jeux avec code source ou assets divulgués

#### Super Nintendo
- BS Zelda no Densetsu
- F-Zero
- The Legend of Zelda: A Link to the Past
- Pilotwings
- SimCity
- Star Wing
- Star Fox 2
- Super Mario All-Stars
- Super Mario Kart
- Super Mario World
- Super Mario World 2: Yoshi's Island
- Stunt Race FX
- Yoshi's Cookie
- Yoshi's Safari

#### Nintendo 64
- 1080° Snowboarding
- Animal Crossing
- Dr. Mario 64
- F-Zero X
- NBA Courtside 2: Featuring Kobe Bryant
- The Legend of Zelda: Ocarina of Time
- The Legend of Zelda: Majora's Mask
- Mario Kart 64
- Star Fox 64
- Super Mario 64
- Wave Race 64
- Yoshi's Story

#### Game Boy et Game Boy Color
- Pokémon Rouge et Bleu
- Pokémon Jaune
- Pokémon Or et Argent
- Pokémon Cristal
- The Legend of Zelda: Link's Awakening DX

#### Game Boy Advance
- F-Zero: Maximum Velocity
- Pokémon Rouge Feu et Vert Feuille
- Pokémon Rubis et Saphir
- Pokémon Émeraude
- Super Mario Advance
- Wario Land 4

#### Nintendo DS
- New Super Mario Bros.
- Pokémon Diamant et Perle
- Pokémon Platine

#### Nintendo 3DS
- Pokémon Soleil et Lune
- Pokémon Ultra-Soleil et Ultra-Lune
- Pokémon X et Y

#### Micrologiciel du système
- Nintendo 64
- Game Boy Color
- GameCube
- iQue Box (annulée)
- Game Boy Advance
- iQue Player
- iQue NetCard (annulée)
- Nintendo DS
- Wii
- Nintendo DSi
- Nintendo 3DS
- Wii U
- Nintendo Switch

### Prototypes et matériaux de développement

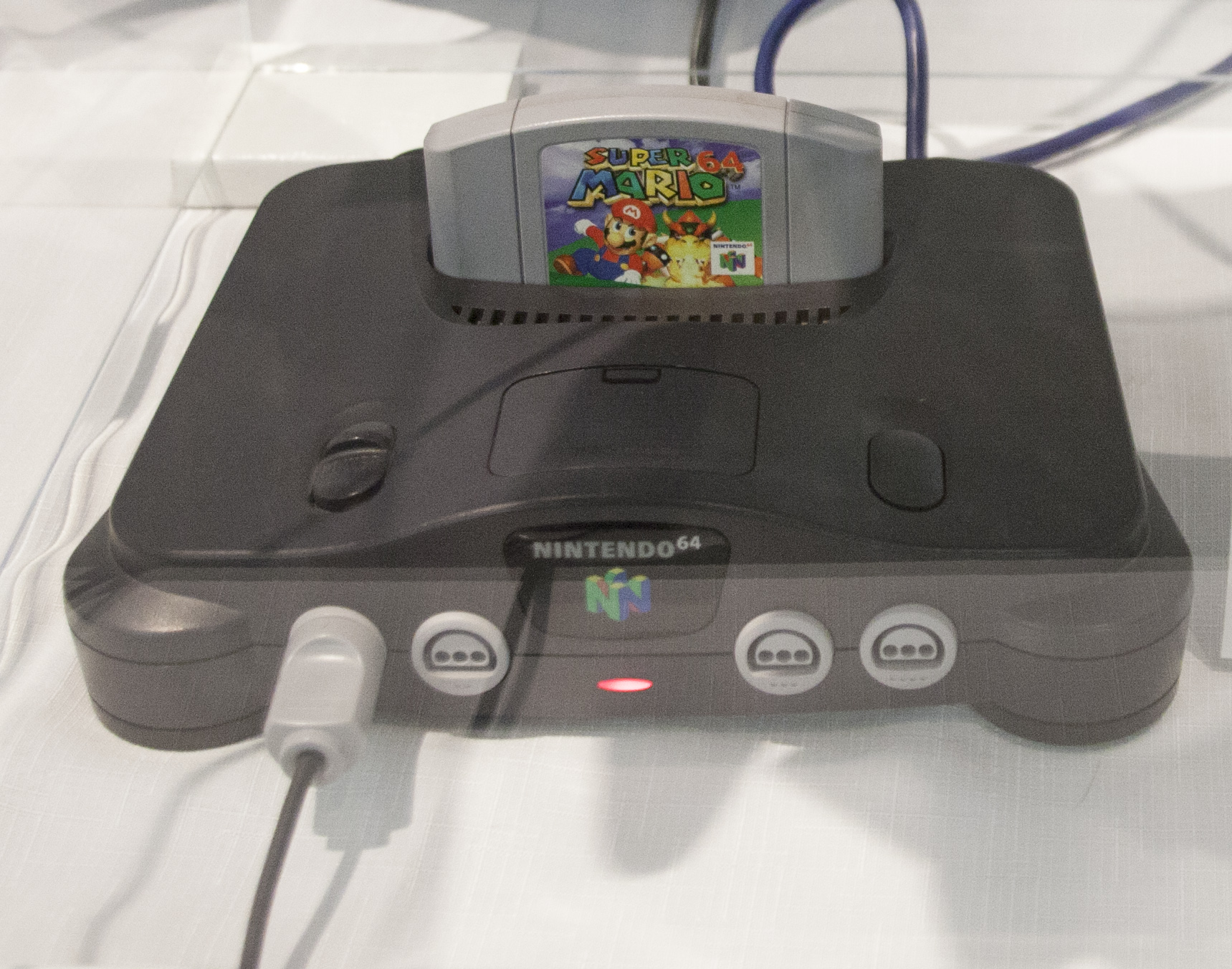
Une Nintendo 64 avec une cartouche Super Mario 64.

En plus du code source, la fuite de juillet 2020 comprend un certain nombre de prototypes de jeux vidéo, ainsi que du contenu supprimé. Un prototype de Yoshi's Island qui ne présente pas Yoshi comme personnage principal est découvert. Son titre, Super Donkey, suggère qu'il a peut-être été considéré comme un nouveau jeu Donkey Kong avant d'être réutilisé pour Yoshi. Les premiers sprites de divers jeux, dont Pilotwings lorsqu'il était connu sous le nom de Dragonfly, sont également découverts,.
Parmi les révélations les plus notables figure la découverte d'un modèle 3D officiel de Luigi pour Super Mario 64, corroborant la volonté des développeurs au moment de la sortie du jeu d'inclure Luigi comme deuxième personnage coopératif mais qu'ils ont dû supprimer cette fonctionnalité,. Une autre découverte majeure est les cartes de niveau destinées à une extension 64DD de The Legend of Zelda: Ocarina of Time. Ces différents assets de Zelda sont assemblés par des fans pour recréer un donjon qui n'était à l'origine visible que dans les captures d'écran de pré-version.
Les fuites comprennent le logiciel nécessaire pour exécuter le Workboy, un accessoire Game Boy annulé qui aurait ajouté des fonctionnalités d'assistant personnel à la console portable. Seuls deux prototypes du Workboy sont connus, et le logiciel de la fuite est utilisé pour vérifier le fonctionnement de l'un d'eux. En 2021, des fans utilisent le code source de Super Mario Advance pour retrouver les morceaux de musiques utilisés pour composer la bande originale de Super Mario World et recréent la musique telle qu'elle aurait dû être avant d'être compressée pour s'adapter aux limites de la Super Nintendo.

## Commentaires

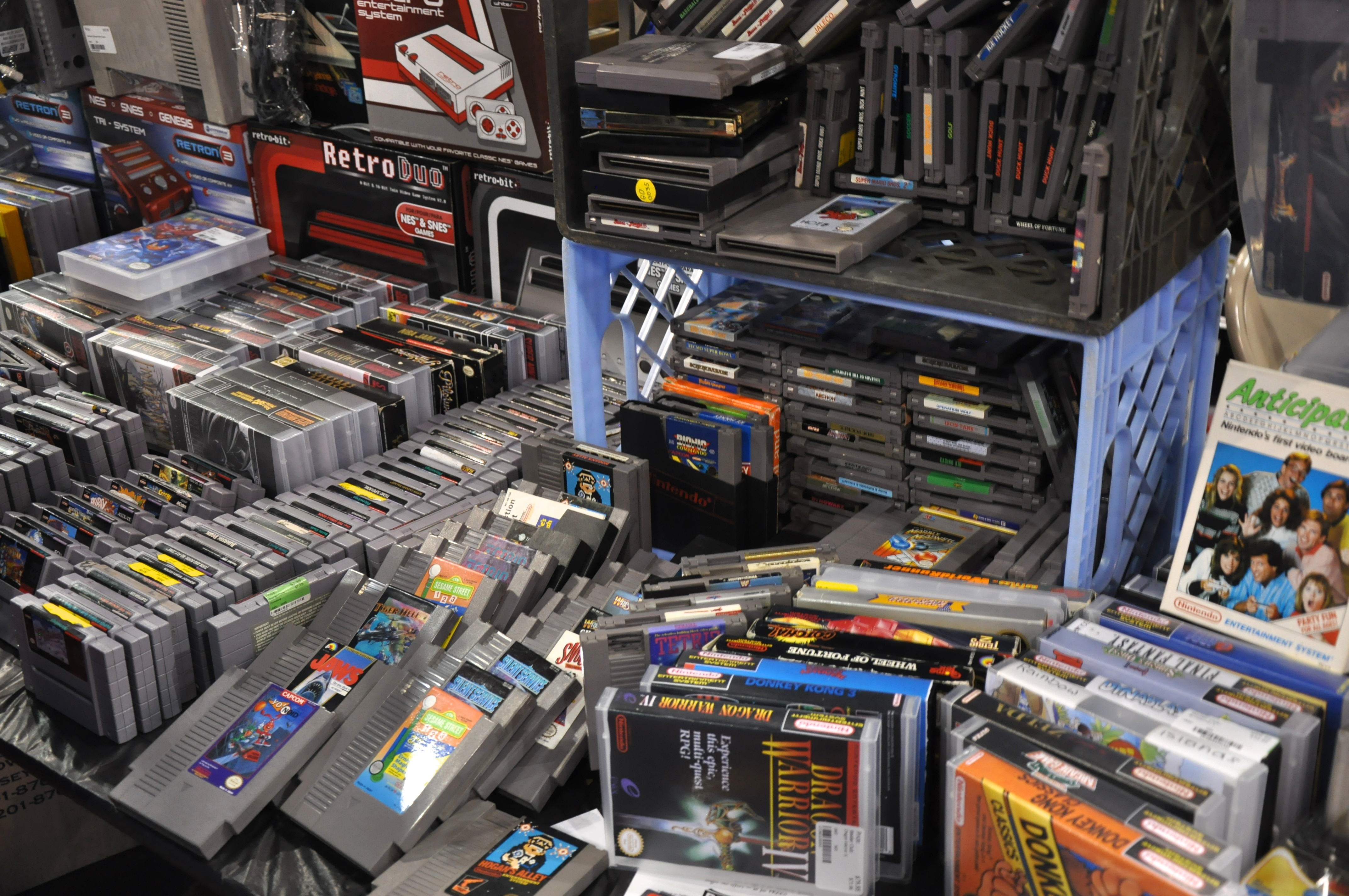
Anciens jeux.

Les journalistes de jeux vidéo ont noté l'ampleur des fuites et les ont qualifiées d'« importantes et de sans précédent,,, ». Le journaliste Alex Donaldson a décrit la fuite comme dans des « proportions bibliques, dont on entend rarement parler » tandis que Lucas White de Siliconera écrit qu'elle « pourrait être l'une des plus grosses fuites au monde de l'histoire du médium ».
Du fait que le code source de diverses consoles Nintendo ait été divulgué, les journalistes ont noté les diverses séquelles que la fuite pourrait avoir. Gach écrit que les informations divulguées « seraient d'un grand intérêt pour les passionnés d'émulation, les data miners, et toute personne curieuse de » l'histoire de Nintendo. Les informations pourraient être utilisées pour améliorer la précision des émulateurs de console Nintendo ou créer des systèmes clones qui fonctionnent de manière identique au matériel d'origine. De telles actions seraient cependant illégales et les développeurs qui les commettent pourraient faire l'objet de poursuites de la part de Nintendo,. Par exemple, les développeurs de Dolphin, un émulateur GameCube et Wii, ont déclaré que l'utilisation de l'un des codes sources divulgués entraînerait l'arrêt immédiat du projet Dolphin. Néanmoins, les effets financiers de la fuite sur Nintendo devraient être minimes, car le matériel divulgué date de plus de dix ans.
White et Sam Chandler de Shacknews ont suggéré que les fuites seraient importantes pour les efforts de préservation du jeu vidéo,. Certains collectionneurs ayant examiné les données ont commenté la nature méticuleuse dont Nintendo usait pour sauvegarder son travail passé, un effort qu'ils souhaitaient que d'autres sociétés de jeux vidéo fassent car cela aiderait grandement les efforts de préservation. Cependant, ces collectionneurs ont soulevé des questions morales et éthiques s'ils pouvaient utiliser les données des fuites de 2020 de manière légale sans connaître leur source et leur légitimité. Andrew Webster de The Verge estime que cette situation est similaire au piratage de Sony Pictures Entertainment de 2014, lors duquel « toutes sortes de détails internes salaces » sur Sony Pictures a été publié illégalement.